# Vokalharmonie
Die Vokalharmonie (auch Synharmonismus) ist ein phonologischer Prozess, bei dem mehrere Vokale bezüglich bestimmter Merkmale aneinander angeglichen werden.

## Einführung
Vokalharmonie bezeichnet die Erscheinung, dass der Vokal der Stammsilbe die Verwendung von bestimmten Vokalen in den Folgesilben des Wortes und in den Enklitika bedingt. Vokalharmonie ergibt in erster Linie für agglutinierende Sprachen Sinn, da diese mit Endungen (Suffixen) arbeiten. Sie ist ein charakteristisches Lautgesetz in den finno-ugrischen Sprachen und den Turksprachen. Diese progressive Vokalharmonie tritt aber auch im Altnorwegischen, Altschwedischen sowie in gewissen modernen norwegischen und schwedischen Dialekten auf. Eine regressive Vokalharmonie findet sich überdies im  Althochdeutschen sowie in gewissen modernen höchstalemannischen, aber auch venetischen Dialekten.
Im weiteren Sinn ist die Vokalharmonie jede Angleichung von Vokalen an den Artikulationsort oder die Artikulationsart eines anderen Vokals. Es handelt sich also um einen Assimilationsvorgang. Die Entstehung der Umlaute in den germanischen Sprachen fällt in diese Kategorie eines Assimilationsvorganges, nicht der Vokalharmonie im engeren Sinne. Der zentrale Unterschied zwischen Umlaut und Vokalharmonie ist, dass beim Umlaut der Vokal der Hauptsilbe durch regressive Fernassimilation einem Vokal der Folgesilbe ähnlicher wird, bei der Vokalharmonie hingegen eine qualitative Abhängigkeit des Suffixvokals vom Wurzelvokal (progressive Vokalharmonie) bzw. eines unbetonten Mittelvokals vom Vokal der Folgesilbe (regressive Vokalharmonie) vorliegt.
Der Vorgang ist, wie andere Assimilationsprozesse auch, an bestimmte Domänen gebunden, in den meisten Fällen an das phonologische Wort. In einigen Sprachen kann es vorkommen, dass nur bestimmte Vokale harmonieren, während andere für den Prozess transparent sind, was bedeutet, dass diese Vokale dem Prozess der Vokalharmonie nicht unterliegen.
In den meisten Fällen betrifft die Vokalharmonie die Merkmale gerundet/ungerundet bzw. geschlossen/offen.

## Beispiele für Vokalharmonie

### Türkisch
Im Türkischen gibt es zwei verschiedene Allomorphe, um den Plural anzuzeigen, nämlich -ler und -lar. Die Wahl des Allomorphs hängt vom letzten Vokal in der vorangehenden Silbe ab: -lar folgt auf a, ı, o und u; -ler auf e, i, ö und ü. So heißt es zum Beispiel „ev – evler“ (Haus – Häuser), aber „kitap – kitaplar“ (Buch – Bücher). Gleiches gilt für die den Infinitiv eines Verbs anzeigende Endung -mek (gelmek – kommen) bzw. -mak (konuşmak – sprechen). Dies stellt die sogenannte kleine Vokalharmonie (küçük sesliler uyumu) dar.
Faustregel: Buchstaben mit Punkten darüber (ö, ü, i und zusätzlich e [vgl. e=ä]) in der letzten Silbe erhalten die Endung -ler bzw. -mek.
Die große Vokalharmonie (büyük sesliler uyumu) unterscheidet vier statt zwei Fälle: Im Suffix werden nicht a oder e, sondern i, ı, ü oder u eingesetzt, gemäß folgender Regel:
| i | nach i, e |
| ı | nach ı, a |
| ü | nach ü, ö |
| u | nach u, o |

### Finnisch
Finnisch hat drei Klassen von Vokalen:
1. weiche Vokale: ä, ö, y
2. harte Vokale: a, o, u
3. leichte Vokale: i, e

Laut der Regel dürfen Vokale aus Gruppe 3 mit Vokalen aus jeweils einer der beiden anderen Gruppen kombiniert werden. Vokale der Gruppen 1 und 2 hingegen dürfen nicht im selben Wort vorkommen. Das bedeutet, dass Bildungen wie tyttö, katselmus und lyönti den phonotaktischen Regeln des Finnischen genügen, *kätselmus und *tytto hingegen nicht.
Bei Zusammensetzungen kann diese Regel verletzt werden; die Suffixe werden dann an den hinteren Teil angepasst. Kommen nur Vokale der Gruppe 3 im Wort vor, wird in der Regel das Suffix für die erste Gruppe genutzt.

### Ungarisch
| Hoch | e | é | i | í | ö | ő | ü | ű |
| Tief | a | á | - | - | o | ó | u | ú |

Ungarisch hat "hohe" und "tiefe" Vokale. Die Grundregel ist, dass Worte mit tiefen Vokalen  tiefe Endungen  (karba – in den Arm), Worte mit hohen Vokalen hohe Endungen (kézbe – in die Hand) bekommen. Worte mit gemischten Vokalen haben in der Regel tiefe Endungen (baleknak – dem Gimpel).
Vokalharmonie wird auch bei  Verbkonjugation angewandt (látok – ich sehe, nézek – ich schaue).
Die Vokale i und í haben eine Sonderstellung. Sie sind zwar hoch, aber wenn sie in der letzten Silbe eines "tiefen" Wortes stehen, bleibt die Endung in der Regel tief (bakinak – dem Schnitzer,  pipinek –  der Pisse). Näheres zur ungarischen Form der Vokalharmonie unter: Ungarische Grammatik.

### Tatarisch
Als Turksprache wie Türkisch hat Tatarisch ebenfalls eine ausgeprägte Vokalharmonie, die sich auf Suffixe sowie Postpositionen auswirkt: bala-lar – Kinder, äni-lär – Mütter; bala-sı – sein Kind, äni-se – seine Mutter; bala-sız-lı – kinderlos, äti-sez-le – vaterlos.
| Dunkel    | Hell       |
| --------- | ---------- |
| a/а [ʌ]   | ä/ә [æ]    |
| ı/ы [ɯ]   | e/е, э [ɘ] |
| í/ый [ɯɪ] | i/и [i]    |
| o/о [ɵ]   | ö/ө [œ~ʏ]  |
| u/у [ʊ]   | ü/ү [ʉ]    |

### Weitere Sprachen
Zu den Sprachen mit Vokalharmonie gehören z. B. Turksprachen, finno-ugrische Sprachen, mongolische Sprachen, tungusische Sprachen, Arabisch, Koreanisch (nach einigen Theorien zu den tungusischen Sprachen gehörend bzw. abstammend), aber auch manche afrikanischen Sprachen wie das Tangale und einige Bantusprachen. Die der finnischen sehr ähnliche estnische  Sprache hat keine Vokalharmonie.